# Bayıryüzügüney, Dursunbey
Bayıryüzügüney là một xã thuộc huyện Dursunbey, tỉnh Balıkesir, Thổ Nhĩ Kỳ. Dân số thời điểm năm 2010 là 383 người.